# Sofia Rocchetti
Sofia Rocchetti (* 23. August 2002) ist eine italienische Tennisspielerin.

## Karriere
Rocchetti begann mit acht Jahren das Tennisspielen und bevorzugt Sandplätze. Sie spielt vorrangig Turniere der ITF Women’s World Tennis Tour, wo sie bislang einen Titel im Einzel und zwei im Doppel gewinnen konnte.
2024 erhielt sie Anfang Mai eine Wildcard für die Qualifikation zum Hauptfeld im Dameneinzel der Internazionali BNL d’Italia, ihrem ersten Turnier auf der WTA Tour.

## Turniersiege

### Einzel
| Nr. | Datum             | Turnier | Kategorie | Belag | Finalgegnerin | Ergebnis  |
| --- | ----------------- | ------- | --------- | ----- | ------------- | --------- |
| 1.  | 3. September 2023 | Triest  | ITF W25   | Sand  | Iva Primorac  | 7:65, 6:1 |

### Doppel
| Nr. | Datum             | Turnier  | Kategorie | Belag   | Partnerin       | Finalgegnerinnen                           | Ergebnis |
| --- | ----------------- | -------- | --------- | ------- | --------------- | ------------------------------------------ | -------- |
| 1.  | 16. November 2024 | Solarino | ITF W35   | Teppich | Silvia Ambrosio | Giulia Alessia Monteleone Oliwia Szymczuch | 6:1, 6:3 |
| 2.  | 14. Juni 2025     | Madrid   | ITF W15   | Sand    | Angella Okutoyi | Mika Buchnik Sol Ailin Larraya Guidi       | 6:2, 6:3 |